# Rheinhattan
 (septembre 2014).
Si vous disposez d'ouvrages ou d'articles de référence ou si vous connaissez des sites web de qualité traitant du thème abordé ici, merci de compléter l'article en donnant les références utiles à sa vérifiabilité et en les liant à la section « Notes et références ».
Rheinhattan est le surnom d'un nouveau quartier qu'envisage la ville de Bâle, en Suisse, sur l'île du Klybeckinsel.
Il est prévu de le concentrer sur une île au bord du Rhin. Destiné à accueillir des entreprises du secteur financier, notamment dans les secteurs financier et pharmaceutique, ce nouveau quartier d'affaires devrait se composer de gratte-ciel. 
Avec ce nouveau quartier, Bâle ambitionne de prendre du poids parmi les villes qui comptent dans le monde.

## Référence à New York
Toutes ces caractéristiques ont inspiré son surnom, Rheinhattan, qui se réfère à Manhattan, à New York, qui est également un quartier d'affaires composé principalement de gratte-ciel, concentrés sur une île. Par le passé, le quartier d'affaires de Francfort avait déjà reçu un surnom inspiré de Manhattan, avec  Mainhattan. Main se réfère au fleuve qui borde la capitale économique allemande. 
Le terme de Rheinhattan est utilisé également pour un projet de tours de bureau à Bonn dans le quartier des ministères. 
Très controversé, le projet de Rheinhattan n'est pas encore décidé. D'autres propositions ont été faites pour remplacer Rheinhattan par un autre projet, plus respectueux de l'environnement et plus harmonieux avec le reste de la ville. Il est notamment question de construire un nouveau pont entre les 2 rives du Rhin.

## Projet Land
Globalement, un projet d'envergure, en coopération entre les villes françaises de Huningue et Saint Louis, la ville allemande de Weil am Rhein et Bâle, doit voir le jour à terme. Les institutions publiques l'appellent Land. Il s'agit d'allier l'habitat, les entreprises, la mobilité, et créer ainsi un trait d'union entre chaque côté du Rhin, à moyen terme.